# شهرستان الکساندر (کارولینای شمالی)
شهرستان الکساندر، کارولینای شمالی (به انگلیسی: Alexander County, North Carolina) یک سکونتگاه مسکونی در ایالات متحده آمریکا است که در کارولینای شمالی واقع شده‌است.

## خصوصیات
شهرستان الکساندر ۶۸۱٫۱۷ کیلومترمربع مساحت دارد.